# Brione (Trento)
Brione és un antic municipi italià, dins de la província de Trento. L'any 2007 tenia 155 habitants. Limitava amb els municipis de Condino i Storo.
L'1 de gener 2016 es va fusionar amb els municipis de Cimego i Condino creant així el nou municipi de Borgo Chiese, del qual actualment és una frazione.

## Administració
| Període | Identitat    | Partit        |
| ------- | ------------ | ------------- |
| 2005-   | Lino Pelanda | Llista cívica |